# 吴惠弼
吴惠弼（1915年—？），曾用名吴朝椽，男，四川合江人，中国结构工程专家，曾任重庆建筑工程学院教授、博士生导师。